# Jessica Longová
Jessica Longová (nepřechýleně Jessica Long, narozená jako Taťjana Olegovna Kirillovová, rusky Татьяна Олеговна Кириллова, * 29. února 1992, Bratsk, Rusko) je americká handicapovaná plavkyně, několikanásobná paralympijská vítězka.

## Život
Narodila se v Bratsku na Sibiři, jejím rodičům tehdy bylo jen 17 a 18 let a nebyli po svatbě. Když zjistili, že malá Taťjana trpí fibulární hemimelií, tj. že se narodila bez lýtkových kostí a že musí podstoupit podkolenní amputaci, dali ji do sirotčince. Byla osvojena rodiči ve Spojených státech amerických, žije v Marylandu.
Věnovala se řadě sportů, kupř. gymnastice, bruslení, jízdě na kole a horolezectví. Plaveckých soutěží se účastní od roku 2002.
V roce 2004, když jí bylo jen 12 let a byla nejmladší členkou americké výpravy, se zúčastnila Letních paralympijských her v Aténách, kde získala tři zlaté medaile. O čtyři roky později na paralympiádě v Pekingu vybojovala další čtyři zlaté medaile a v Londýně na hrách v roce 2012 získala dokonce pět zlatých medailí.
V roce 2006 byla vyznamenána Cenou Jamese E. Sullivana, kterou Americká atletická unie uděluje nejlepším amatérským sportovcům. Stala se vůbec první paralympioničkou v historii ocenění. V roce 2007 získala Cenu Juana Antonia Samaranche, kterou Mezinárodní olympijský výbor uděluje nejlepším handicapovaným sportovcům. V letech 2007, 2012 a 2013 získala cenu ESPY pro nejlepšího amerického paralympijského sportovce udělovanou televizní stanicí ESPN. Během tokijské olympiády v roce 2021 se stala jednou z tváří reklamní kampaně automobilky Toyota.
V průběhu kariéry navíc překonala velké množství světových rekordů.

## Rodina
Její adoptivní bratr Joshua je rovněž adoptovaný ze sibiřského sirotčince.